# Bootsschuh

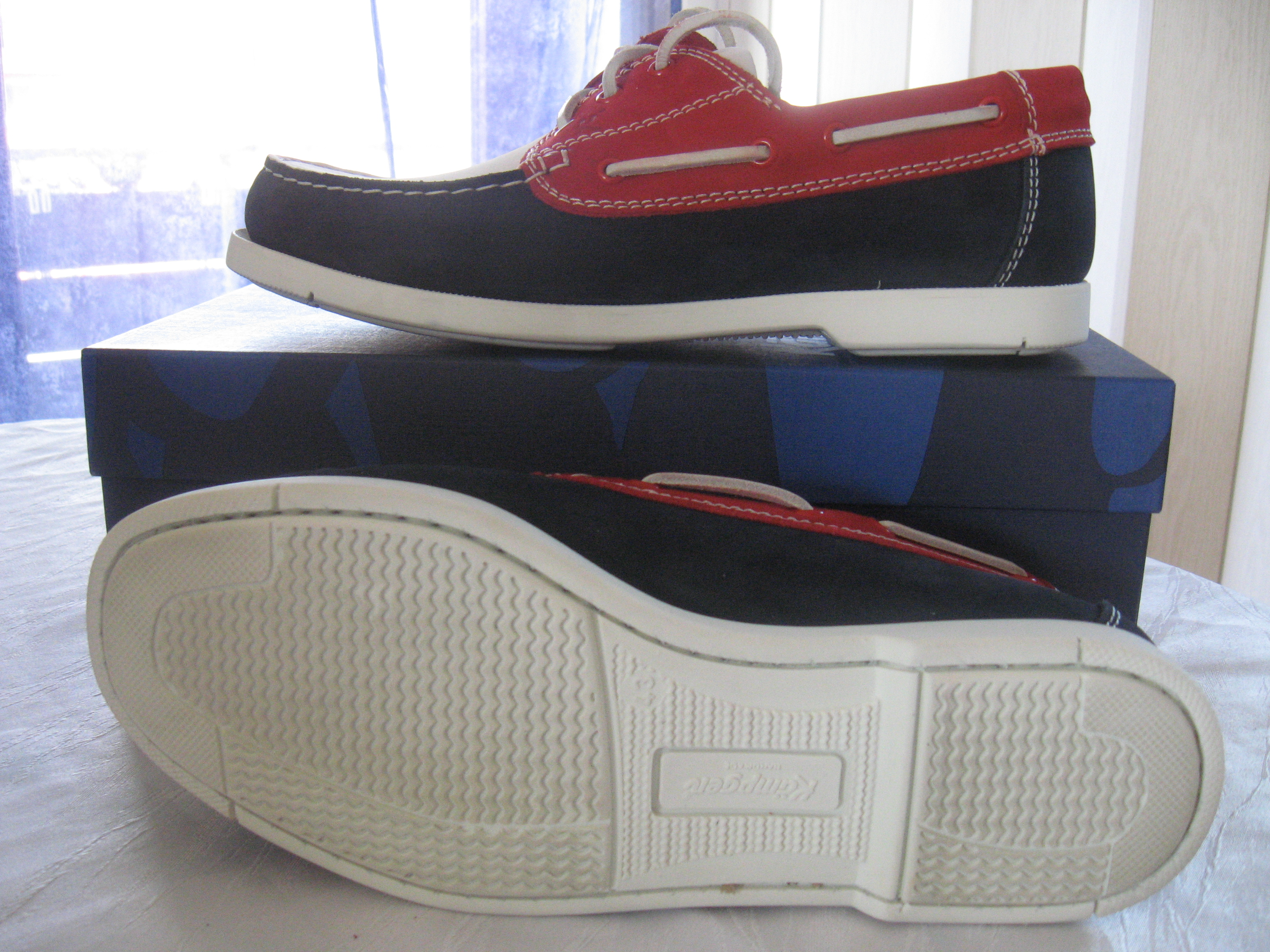
Seitenansicht und Sohle eines mehrfarbigen Bootsschuhs

Bootsschuhe (auch Boatshoe, oder nach ihren Modellnamen benannt Top-Sider, Docksides und Segelschuhe) sind flexible, sehr strapazierfähige, salzwasserfeste Freizeit- und Sommerschuhe aus Leder in Mokassinmachart, die zum barfüßigen Tragen gedacht sind.

## Aufbau und Merkmale
Der ungefütterte Schaft besteht aus robustem, glattem oder rauem (Nubuk) Fettleder (früher vom Elch, heute vom Rind). Als Schnürsenkel dient ein 120 Zentimeter langer Lederriemen, der auch die Einstiegsöffnung des Schuhs umgibt und es ermöglicht einen aufgrund von Nässe im Fersenbereich rutschenden Schaft anzupassen. Die insgesamt vier (manchmal auch sechs) Senkelösen sind aus  anlaufgeschütztem Messing. Bootsschuhe werden in Mokassinmachart und mit Nähten aus Nylongarnen gebaut. Sie haben eine mit Latexkleber befestigte zusätzliche innere Lederdecksohle und eine besonders biegsame, im Durchnähverfahren angenähte Sohle, aus Kautschuk oder synthetischem Gummi mit einem Messerschnittprofil. Das feine grätenartige Sohlenprofil bewirkt, dass Wasser durch die Rillen ungehindert ablaufen kann, bietet dem Träger auf einem glatten und nassen Bootsdeck optimalen Grip und verhindert aufgrund seiner Feinheit, dass das Bootsdeck zerkratzende Steinchen sich im Sohlenprofil festsetzen können.

## Herkunft
Der Bootsschuh wurde 1935 von dem amerikanischen Hobbysegler Paul Sperry entwickelt, der die damaligen Segelschuhe (Canvasschaft mit Krepp- oder Hanfsohle) unpraktisch fand. Ursprünglich waren die Schäfte von Bootsschuhen einfarbig braun. Sperry gab dem Bootsschuh den bis heute existierenden Modellnamen Top-Sider.

## Entwicklung

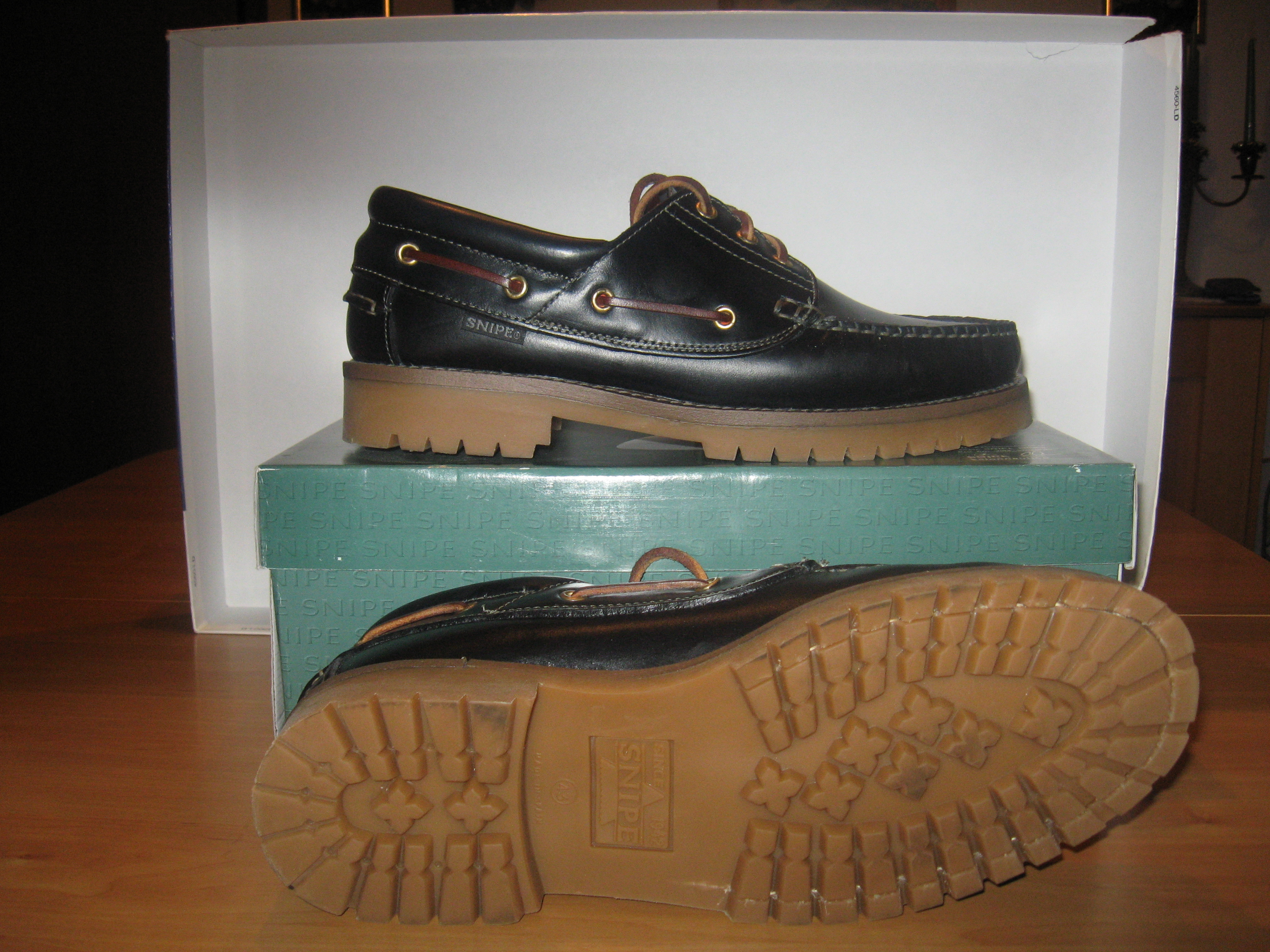
Seitenansicht auf einen allroundtauglichen Schuh nach dem optischen Vorbild eines Bootsschuhs

In den 1980er Jahren wurden Bootsschuhe modischer Mainstream. Die Schäfte gibt es seitdem in zahlreichen Farben, auch mehrfarbig. Die Sohlen sind meist cremefarben oder weiß. Um den allein aufgrund seines Schuhbodens nicht für längeres Gehen an Land geeigneten Bootsschuh alltagstauglich zu machen, haben einige Hersteller dieses Schuhmodell mit einem Innenfutter, einer Profilsohle und einer Schaftkantenpolsterung versehen.
Segler tragen an Bord inzwischen hochspezialisierte Deckschuhe, die optisch keine Ähnlichkeit mehr mit dem Modell des Bootsschuhs haben.